# Shelby County (Texas)
 For alternative betydninger, se Shelby County. (Se også artikler, som begynder med Shelby County)
Shelby County er en county i den amerikanske delstat Texas. Den ligger i den østlige del af delstaten. Den grænser mod Panola County i nord, Sabine County og San Augustine County i syd, Nacogdoches County i sydvest og mod Rusk County i nordvest. Den har også grænse mod delstaten Louisiana i øst.
Shelby Countys totale areal er 2.161 km² hvorav 105 km² er vand. I år 2000 havde amten 25.224 indbyggere og administrationscenteret ligger i byen Center. Shelby County er blevet opkaldt efter soldaten Isaac Shelby.

## Byer
- Center
- Huxley
- Joaquin
- Shelbyville
- Tenaha
- Timpson

31°47′N 94°08′V / 31.79°N 94.14°V